# Digia
Digia Oyj (anciennement SYSOPENDIGIA, SysOpen Digia et SysOpen) est une société de logiciels finlandaise cotée à la bourse d'Helsinki en Finlande.

## Présentation
Digia fournit des solutions et des services TIC à diverses industries, en se concentrant en particulier sur les services financiers, le secteur public, la protection sociale et les soins de santé, le commerce, les services, l'industrie et l'énergie.
En 2020, Digia compte plus de 1 200 employés en Finlande et en Suède.
Les sites finlandais sont situés à Helsinki, Jyväskylä, Lahti, Oulu, Rauma, Tampere, Turku et Vaasa le site en Suède est à Stockholm.
Les services de Digia sont divisés en six catégories:  
1. conception de services et conseil aux entreprises
2. services numériques
3. analyse des données
4. intégration et API
5. systèmes d'information d'entreprise
6. gestion des services

## Clients
Digia compte parmi ses clients Gasum, HSL, Centres d'intervention d'urgence Forces armées finlandaises, St1 et l'Administration fiscale finlandaise.
Digia a refondu, par exemple, la boutique en ligne de Stockmann et sa platteforme de progiciel de gestion intégré est utilisée entre-autres par Etola (fi),, ,,.